# Narcís Martí Filosia
 (septembre 2014).
Si vous disposez d'ouvrages ou d'articles de référence ou si vous connaissez des sites web de qualité traitant du thème abordé ici, merci de compléter l'article en donnant les références utiles à sa vérifiabilité et en les liant à la section « Notes et références ».
Narcís Martí Filosia, né le 15 septembre 1945 à Palafrugell (Catalogne, Espagne), est un footballeur espagnol qui évoluait au poste de milieu de terrain.

## Biographie
Entre 1964 et 1966, Narcís Martí Filosia joue au CD Condal. Il est recruté par le FC Barcelone en 1966. Il y reste jusqu'en 1975. Il joue aux côtés de joueurs tels que Johan Cruyff, Salvador Sadurní, Hugo Sotil, Carles Rexach et Juan Manuel Asensi. 
Narcís Martí Filosia est un milieu de terrain offensif doté d'une bonne technique. Une certaine froideur dans son attitude sur le terrain divise les supporters du Barça entre admirateurs et détracteurs de Martí Filosia.
Il débute avec le FC Barcelone le 16 octobre 1966 sous les ordres de l'entraîneur Roque Olsen lors du derby barcelonais face à l'Espanyol au stade de Sarrià. Le Barça l'emporte 2 à 0 et Filosia joue tout le match.
Son dernier match avec le Barça a lieu le 6 avril 1975 à Vigo contre le Celta (victoire 1 à 0).
1970-1971 est sa meilleure saison. L'entraîneur Vic Buckingham le fait jouer 29 matchs de championnat. Au total, il joue 214 matchs officiels avec Barcelone. Il remporte le championnat lors de la saison 1973-1974, bien qu'il ne soit pas un titulaire habituel.

## Palmarès
Avec le FC Barcelone :
- Champion d'Espagne en 1974
- Vainqueur de la Coupe d'Espagne en 1968 et 1971
- Vainqueur de la Coupe des villes de foires en 1971